# RPA
La Ràdio del Principat d'Astúries (RPA) és la ràdio de la Radiotelevisión del Principáu d'Asturies. Va començar les seves emissions en proves a mitjan any 2006 i va començar a emetre regularment el 21 de desembre del 2007 a les 8:00 amb l'espai informatiu El día como viene, presentat per Xana Iglesias. Des de llavors s'han incorporat nous programes i s'ha modificat la seva graella de programació en diverses ocasions.
La RPA disposa de dos programes informatius diaris produïts per la seva plantilla de treballadors: Aquí y Ahora 1ª edición (Óscar Álvarez i Àngels García -de 8:00 a 10:00) i Aquí y Ahora 2ª edición (Patrícia del Cueto i José Pérez) -de 14:30 a 15:30). A més emet un magazine diari -Migdia RPA (de 10:00 a 12:00- presentat per Xana Iglesias i produït per David Alonso i Rubén Morillo. A partir de les 12:00 i fins i tot les 18:00, RPA emet butlletins informatius cada hora.
Els dissabtes i els diumenges, de 9:00 a 11:00, Víctor Guerrero i Cristina Natal produeixen i presenten el magazine informatiu RPA Fin de Semana.
La RPA compta també amb un redactor d'esports -Pedro Menéndez- que s'encarrega de les corresponents seccions en els programes informatius que s'emeten de dilluns a divendres. Els dissabtes i els diumenges és Laura Estévez la responsable de la informació esportiva en el programa RPA Fin de Semana.
La programació de la RPA es completa amb programes produïts externament i amb una selecció variada musical.
La RPA emet des de la Universidá Llaboral de Xixón i pot escoltar-se des d'un dels seus dotze emissors a Astúries.
| City                         | Frequency |
| ---------------------------- | --------- |
| Gijón (Picu del Sol)         | 100.5 FM  |
| Oviedo (Naranco)             | 105.4 FM  |
| Avilés i Illas (Gorfolí)     | 101.4 FM  |
| Llangréu i Mieres (Mosquito) | 103.2 FM  |
| Llanes (Sierra del Cuera)    | 103.8 FM  |
| Valdés                       | 98.6 FM   |
| Cangas del Narcea (Acebo)    | 89.8 FM   |
| Oscos (Garganta)             | 100.0 FM  |
| La Pola Llaviana (Campeta)   | 93.3 FM   |
| Cangues d'Onís (Covadonga)   | 101.7 FM  |
| Bual                         | 95.4 FM   |
| Quirós (Gamoniteiro)         | 106.4 FM  |

També és possible escoltar RPA en directe a través de la pàgina web de la RTPA.